# Zeugophilomedes
Zeugophilomedes is een geslacht van kreeftachtigen uit de klasse van de Ostracoda (mosselkreeftjes).

## Soorten
- Zeugophilomedes arostrata (Kornicker, 1967) Kornicker, 1983
- Zeugophilomedes fonsecensis (Hartmann, 1959) Kornicker, 1983
- Zeugophilomedes grafi (Hartmann, 1964) Kornicker, 1983
- Zeugophilomedes multichelata (Kornicker, 1958) Kornicker, 1983
- Zeugophilomedes oblonga (Juday, 1907) Kornicker, 1983
- Zeugophilomedes oblongatus (Juday, 1907)
- Zeugophilomedes polae (Graf, 1931) Kornicker, 1983
- Zeugophilomedes sphinx Kornicker in Kornicker & Thomassin, 1998

Niet geaccepteerde soorten:
- Zeugophilomedes arostratus → Zeugophilomedes arostrata
- Zeugophilomedes multichelatus → Zeugophilomedes multichelata
- Zeugophilomedes oblongus → Zeugophilomedes oblonga